# Hyalurga cinctella
Hyalurga cinctella là một loài bướm đêm thuộc phân họ Arctiinae, họ Erebidae.